# Дая (село)
Дая — село в Шелопугинском районе Забайкальского края России в составе сельского поселения «Шивиинское». Основано в XIX веке.

## География
Село находится в северной части района, в долине реки Дая (приток Куренги), на расстоянии примерно 15 км (по прямой) к северо-западу от села Шелопугино, административного центра района.
Климат
Климат характеризуется как резко континентальный, с продолжительной морозной малоснежной зимой и коротким тёплым летом. Средняя многолетняя температура самого холодного месяца (января) составляет −33,6 °С (абсолютный минимум — −59 °С), температура самого тёплого (июля) — 17,7 °С (абсолютный максимум — 36 °С). Безморозный период длится в течение 74 дней. Среднегодовое количество осадков — 359 мм.
Часовой пояс
Село Дая находится в часовой зоне МСК+6. Смещение применяемого времени относительно UTC составляет +9:00.

## Население
| 2010 | 2021 |
| ---- | ---- |
| 141  | ↘114 |

### Национальный состав
Согласно результатам переписи 2002 года, в национальной структуре населения русские составляли 100 % из 164 чел.